# Ingerana tenasserimensis
Ingerana tenasserimensis är en groddjursart som först beskrevs av Sclater 1892.  Ingerana tenasserimensis ingår i släktet Ingerana och familjen Dicroglossidae. IUCN kategoriserar arten globalt som livskraftig. Inga underarter finns listade i Catalogue of Life.